# 馬島 (愛媛県)

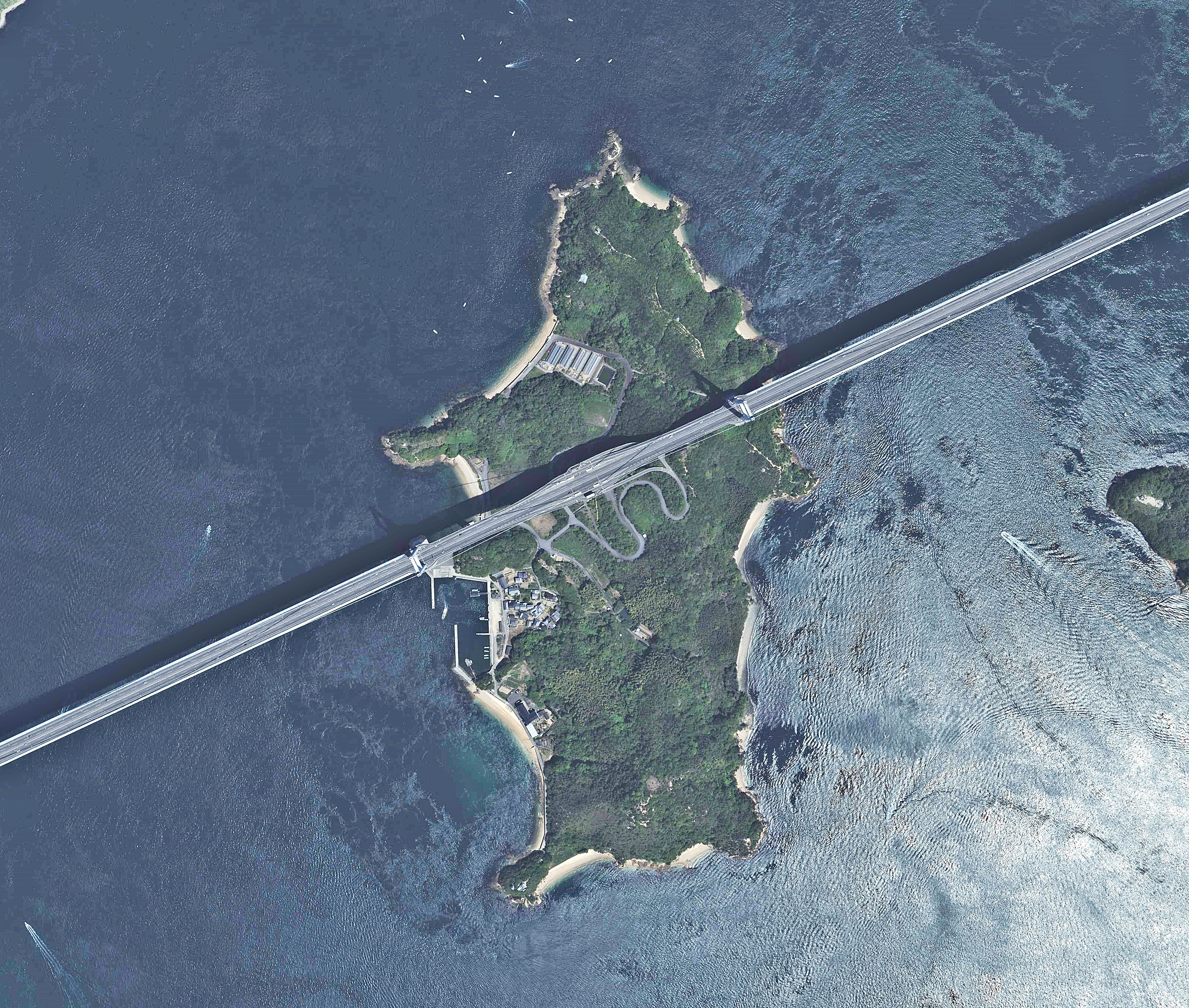
馬島の上空を撮影（2016年5月）

馬島（うましま）は、瀬戸内海のほぼ中央、芸予諸島の島の1つ。愛媛県今治市に属する。

## 地理
四国と大島との間の来島海峡の最も四国寄りに位置し、西から馬島、中渡島、武志島、毛無島と並んでいる。
東岸が中水道、西岸が西水道と呼ばれ、行きかう船舶は多く、周辺は急潮で知られる。瀬戸内しまなみ海道の沿線で、来島海峡大橋の第二大橋と第三大橋の間にあり、1999年（平成11年）の開通もあり来島者が増えている。
島の北端には来島洲ノ埼灯台、南端には1938年（昭和13年）2月12日に初点灯したウヅ鼻灯台がある。ウヅ鼻灯台手前には綿積命を祭った馬島神社があり、毎年10月には例大祭が営まれる。

## 歴史
- 江戸時代初期に、大島の椋名から移住し開墾した。
- 江戸時代には今治藩が馬の放牧を行い、これが島名の由来となった[1]。
- 昭和20年代から30年代にかけては、サツマイモ栽培も盛んで、海外からも視察団がきていた。
- 1953年（昭和28年） - 花卉栽培が塩見太助によって開始された[2]。
- 1958年（昭和33年） - 海底ケーブルによって、電話が通じる。
- 1968年（昭和43年）4月 - 簡易水道が完成。山の上に40トン入りの貯水タンクが据えられる。給水船・水道丸が毎日水を運んだ。
- 1971年（昭和46年） - 電気が通じる。これ以前より島内には中国-四国間を結ぶ送電線が通過していたが、22万ボルトの高圧線であるため直接利用できず、長らく自家発電が行われていた[3]。
- 2008年（平成20年） - 来島海峡第三大橋に送水管が添架されて通水が始まり、水道丸による水の運搬が廃止となる[4]。

## 交通
瀬戸内しまなみ海道が通過し、本島には来島海峡第二大橋と第三大橋の間に馬島インターチェンジが設置されているが、当ICは島民用で、島民や緊急車両などの許可車を除いた一般の自動車での利用はできない。ただし自転車や原付は付属のエレベーターで降りることが可能。またバスストップも設置されている。このほか、波止浜港からの定期航路がある。
- 船

くるしま 波止浜（波止浜港）- 来島 - 小島 - 馬島
今治市波止浜港との間に定期航路がある。
- バス

JR今治駅より大三島ゆき急行、特急バスで約15分、馬島バスストップ下車。（広島市、福山市、松山市からのバス便有り）

## 社会
- 人口：13人(2021年(令和3年)3月時点)[7] - 人家は主として西岸に集中している[8]。
- 宿泊：民宿みはらし（水軍料理が名物）

## 行政
今治市に属する。支所等は設置されていない。
元々大島の南西の椋名の村人が開拓した関係で、明治のはじめまでは椋名村の一部であり、町村制度発足時に椋名村を含む6箇村の合併で愛媛県越智郡亀山村が発足し、その一部となった。1899年に亀山村から本島を含む地域が分立し渦浦村成立。渦浦村は1954年（昭和29年）に昭和の町村合併で吉海町の一部となったが、本島は地理的な結びつきの関係から1955年（昭和30年）に越智郡吉海町大字椋名から、境界変更で今治市に編入され、大字馬島となり現在に至っている。

## ギャラリー
- 灯台は南端に設置されているウヅ鼻灯台。
来島大橋の南側（写真中央やや左）に集落がある。
- 馬島港停泊中の「くるしま丸」
（有限会社くるしま所有・2019年4月就航）
- 馬島の家並みと公民館